# Tàrrega
Tàrrega (hiszp. Tárrega) − miasto w Hiszpanii w centralnej Katalonii, siedziba comarki Urgell. Jest drugim miastem pod względem liczy ludności w prowincji Lleida. Główny ośrodek działalności gospodarczej regionu z dominacją handlu i przemysłu metalurgicznego.